# 孙冰川
孙冰川（1947年12月—），中华人民共和国甘肃省榆中县人，中央电视台副总编辑。担任多届感动中国推委会成员。

## 个人经历[2]
1968年参军，1973年复员；
先后在北京市塑料工业公司、北京市塑料模具厂工作；
1977年考入北京大学中文系新闻专业，在北大期间曾于光明日报实习；
1982年2月毕业分配到中宣部新闻局工作，后任副局长；
2004年1月起任中央电视台副总编辑。